# Bible de Bamberg
Pour les articles homonymes, voir B36 et Bamberg.
Ne pas confondre avec la Bible d'Alcuin, également appelée Bible de Bamberg.
La Bible de Bamberg, également appelée B36, est une édition en latin de la Bible datée de la seconde moitié du XVe siècle,,,,.

## Historique
L'impression de la Bible, faite à la demande du prince-évêque Georg von Schaumberg et réalisée dans la ville de Bamberg, serait attribuable à Albrecht Pfister,,. 
L'impression de la bible B36 est exécutée en 1459-1460,,. Elle est ultérieurement complétée, mais pas avant l'an 1461,.

## Caractéristiques
Cette édition est la deuxième après la Bible de Gutenberg à avoir été imprimée via la méthode typographique mise au point par Johannes Gutenberg,. Composée de deux volumes reliés au format in-folio de 1 762 pages chacun, elle présente deux colonnes de trente-six lignes chacune par page,.

## Pour approfondir